# 5100 Pasachoff
Az 5100 Pasachoff (ideiglenes jelöléssel 1985 GW) a Naprendszer kisbolygóövében található aszteroida. Edward L. G. Bowell fedezte fel 1985. április 15-én.